# Дейнеко Юрій Михайлович
Дейнеко Юрій Михайлович (нар. 6 березня 1963 — пом. 18 вересня 2003) — підполковник ЗС РФ; військовий льотчик 1 класу. Герой Росії (2003).

## Життєпис
Народився у м.Комунарськ, Луганська область.
У 1980 році вступив до Тамбовського вищого військового авіаційного училища льотчиків, яке закінчив у 1984 році. Служив у частинах Дальньої авіації. У 1996 році закінчив Військово-повітряну академію ім. Ю. А. Гагаріна.
18 вересня 2003 як командир корабля виконував обліт Ту-160 «Михайло Громов» після заміни однієї з силових установок. Під час польоту внаслідок руйнування ряду конструкцій літака виникла пожежа і протягом 12 секунд — вибух літака. За цей проміжок часу командир екіпажу встиг відвернути падаючий літак від найбільшого в Європі газосховища в районі селища Степне (Саратовська область) та наказав екіпажу покинути літак; сам катапультувався останнім. Однак під час вибуху всі члени екіпажу загинули в повітрі.
Похований у місті Енгельс Саратовської області.

## Нагороди
- За мужність і героїзм, проявлені при виконанні військового обов'язку, Указом Президента Російської Федерації № 1374 від 22 листопада 2003 підполковнику Дейнеко Юрію Михайловичу присвоєно звання Героя Російської Федерації (посмертно).
- орден «За особисту мужність»
- медалі.

## Вшанування пам'яті
- У 2004 на місці загибелі екіпажу встановлено пам'ятник.
- Один з Ту-22М3 російських ВПС носить ім'я «Юрій Дейнеко».